# 1.ª reunião de cúpula do G20
A Reunião de cúpula do G-20 sobre Mercados Financeiros e Economia Mundial, ou simplesmente 1ª reunião de cúpula do G20, ocorreu entre 14 e 15 de novembro de 2008 em Washington, D.C., Estados Unidos. A reunião foi proposta pela União Europeia e organizada pelo Governo estadunidense com o objetivo de trazer à tona uma concordância sobre a políticas econômica mundial nos anos seguintes, de maneira a evitar crises financeiras e endividamento de países.
A reunião das 20 maiores economias foi definitiva no reforço da economia mundial, mediante a Crise financeira de 2008. O presidente pro tempore do G-20 e presidente da França, Nicolas Sarkozy, e o primeiro-ministro britânico Gordon Brown foram considerados as figuras-chave da cimeira.

## Cimeira

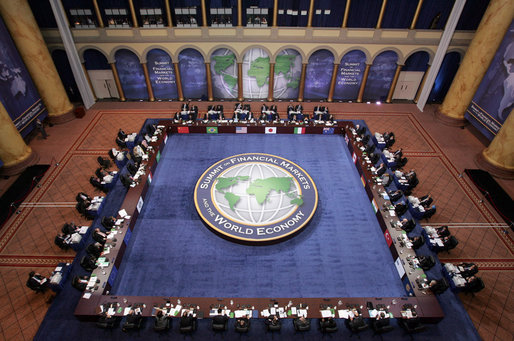
Sessão de trabalho da 1ª Cúpula do G20, no segundo dia de reunião.

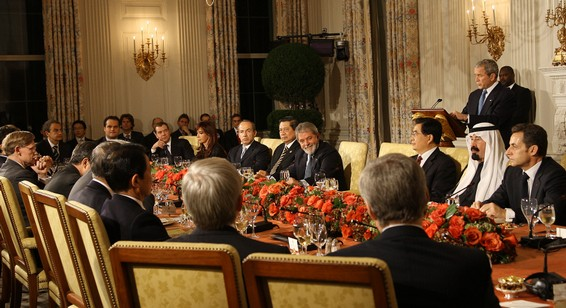
George W. Bush discursa no jantar oficial da 1ª Cúpula do G20, na Casa Branca.

A cimeira funcionou através da fórmula "G-7 +". Ao anunciar a reunião, o presidente norte-americano George W. Bush disse que "uniria os membros das 20 maiores nações industrializadas". O G20 foi estabelecido em resposta à turbulência financeira do fim da década de 1990, através de políticas que visam a estabilização do sistema financeiro internacional. O G20 compreende países considerados sistematicamente importantes, não contactando outros 170 governos (dos 192 Estados membros das Nações Unidas).
O primeiro encontro dos líderes do G20 ocorreu em Washington, D.C. entre os dias 14 e 15 de novembro de 2008, no National Building Museum. Além dos vinte países membros do grupo, outras duas nações participaram como convidadas. O primeiro-ministro neerlandês, Jan Peter Balkenende, retornou aos Países Baixos pouco depois de desembarcar na Base Aérea Andrews em decorrência da morte de seu pai, sendo representado pelo Secretário de Estado Jan Kees de Jager.
O primeiro-ministro espanhol, José Luis Rodríguez Zapatero, não havia sido mencionado nos convites oficiais, mas manifestou "desespero para garantir um convite" à reunião. Posteriormente, Zapatero foi convidado pelo Presidente francês Nicolas Sarkozy, que detinha o poder de convidar dois países (pois estava na Presidência do Conselho da União Europeia naquele período).

### Sugestões
A chanceler alemã Angela Merkel e o presidente francês Nicolas Sarkozy afirmaram que "Bretton Woods II" deveria trazer "reforma genuína e abrangente do sistema financeiro mundial". O Conselho da União Europeia descreveu o encontro como "tomada de decisões sobre transparência, normas globais de regularização, supervisão transfronteiriça e gestão da crise, para evitar conflitos de interesse e criar um sistema de aviso elucidando confiança entre os poupadores e os investidores em todos os países". Ao anunciar a reunião, Bush enfatizou que os líderes iriam "rever o progresso sendo feito para tratar a crise financeira, avançar no compreendimento de suas causas e evitar que esta ocorra novamente".
Dirigindo-se aos líderes do G20, o presidente chinês Hu Jintao listou quatro prioridades para a reforma do sistema financeiro mundial: "intensificar a cooperação internacional na regulamentação financeira; avançar a reforma das instituições financeiras; encorajar a cooperação regional; e melhorar o sistema monetário". O ministro de relações exteriores, Qin Gang, disse que o acordo foi "compreensivo, positivo e balanceado".
Antes do encontro, o primeiro-ministro japonês, Taro Aso, contribuiu com um plano de ação baseado na análise do superávit do país. Eventualmente, o Japão fez empréstimo de 100 bilhões de dólares ao Fundo Monetário Internacional para aliviar os impactos da crise financeira global.

## Participantes

### Permanentes

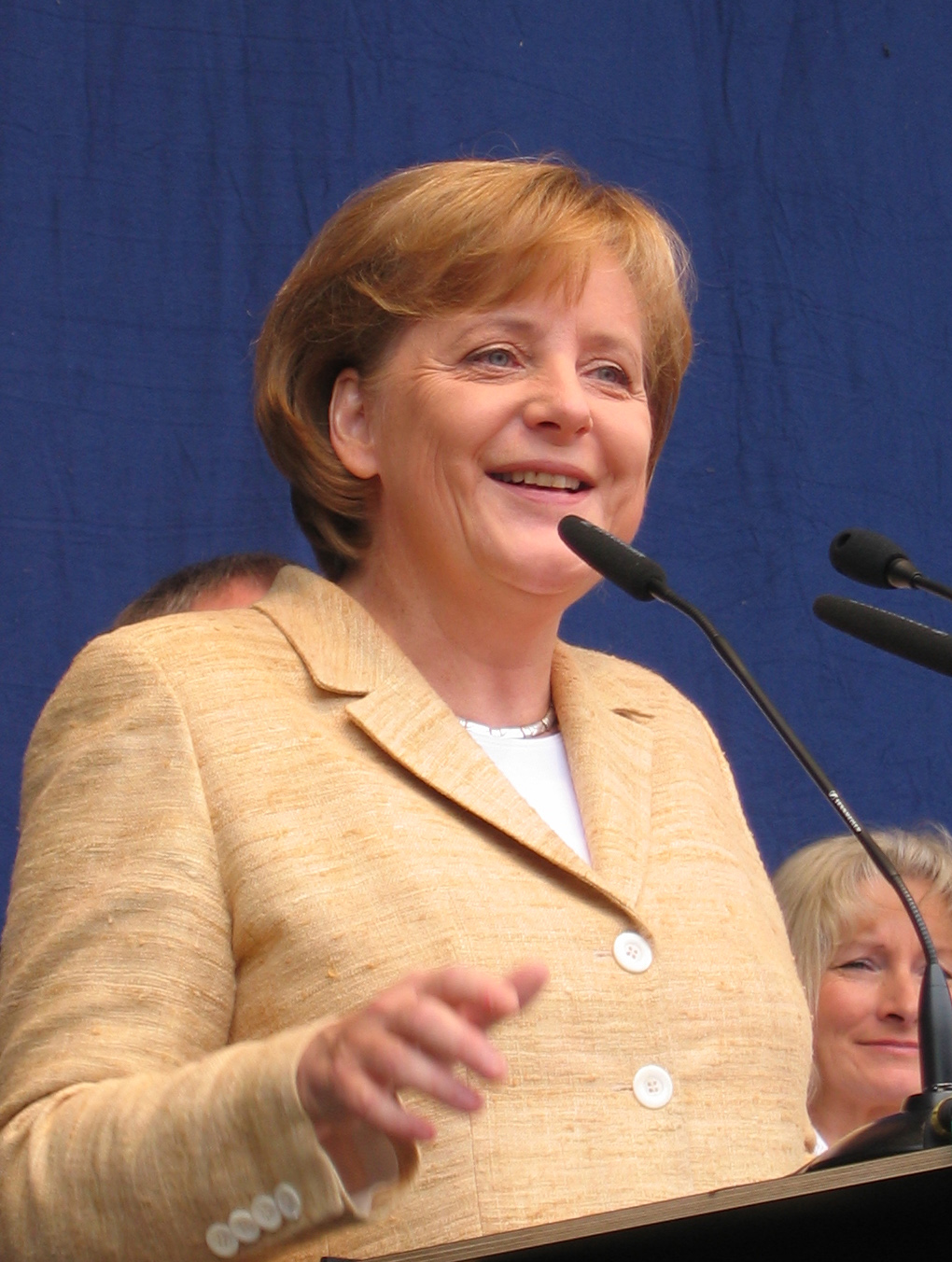
Alemanha Angela Merkel
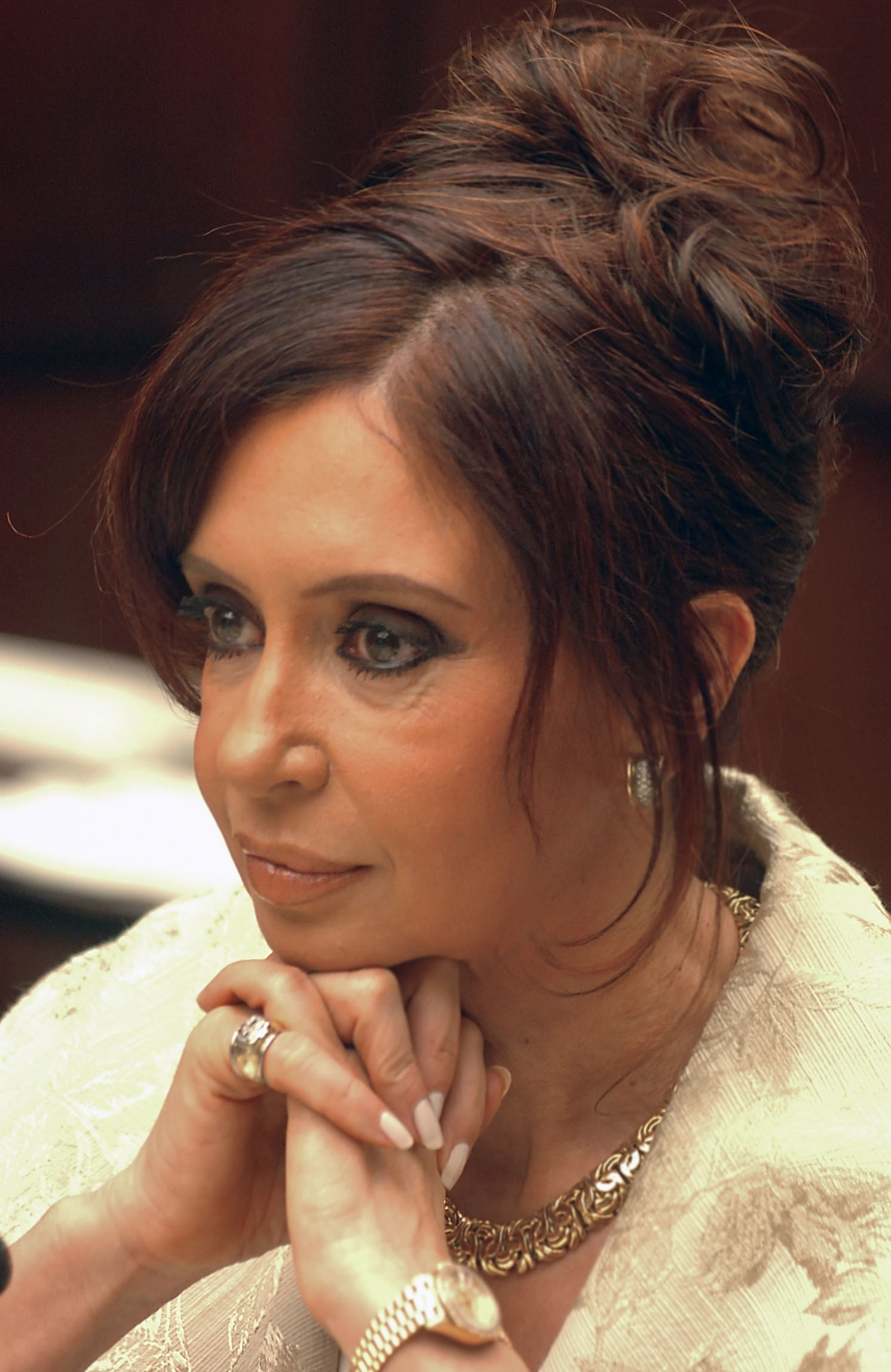
Argentina Cristina Kirchner
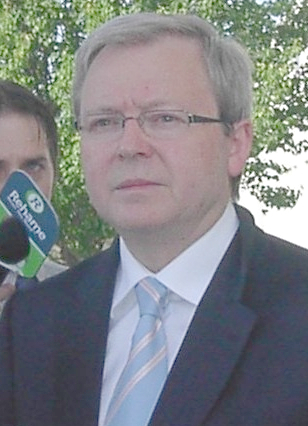
Austrália Kevin Rudd
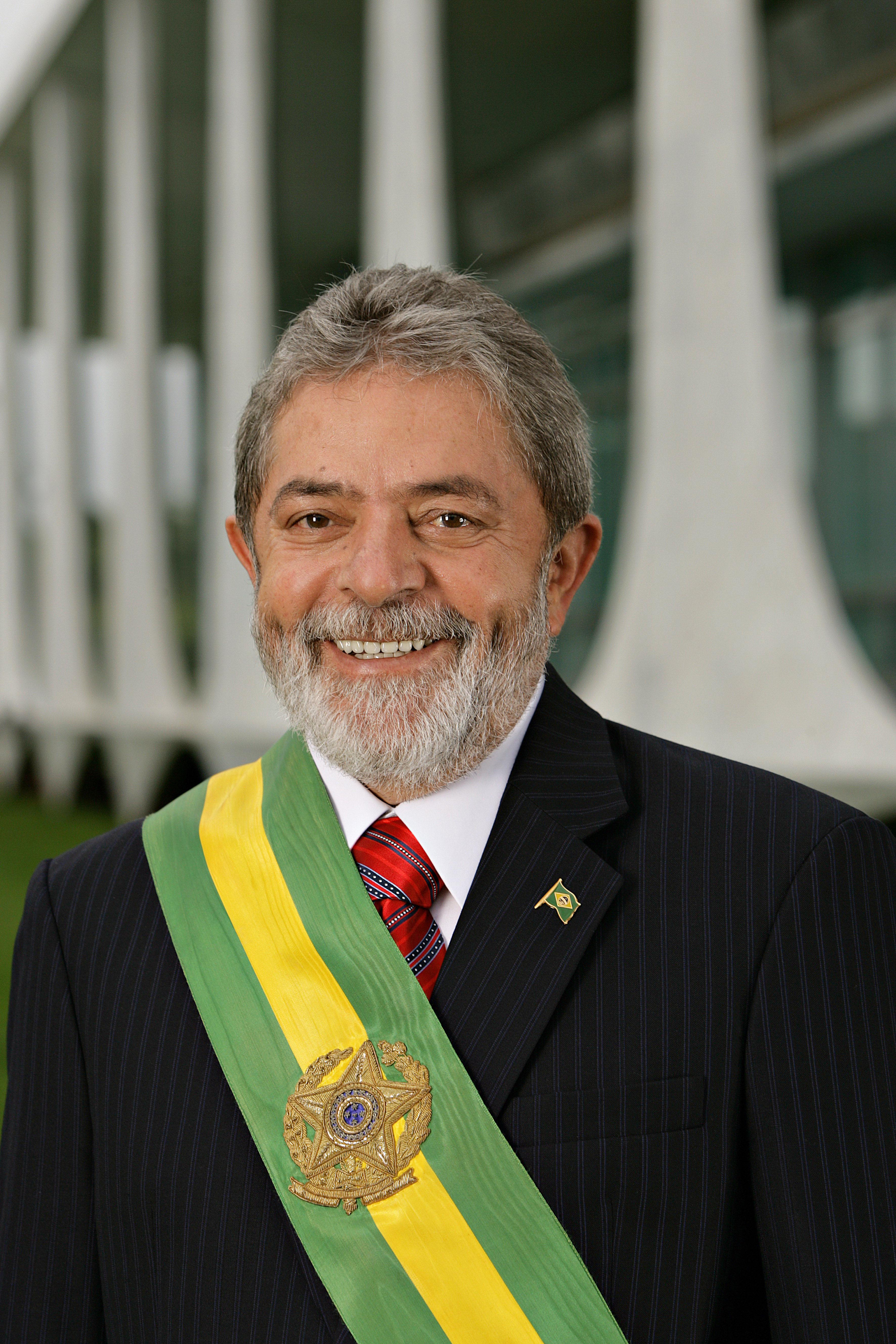
Brasil Luiz Inácio Lula da Silva
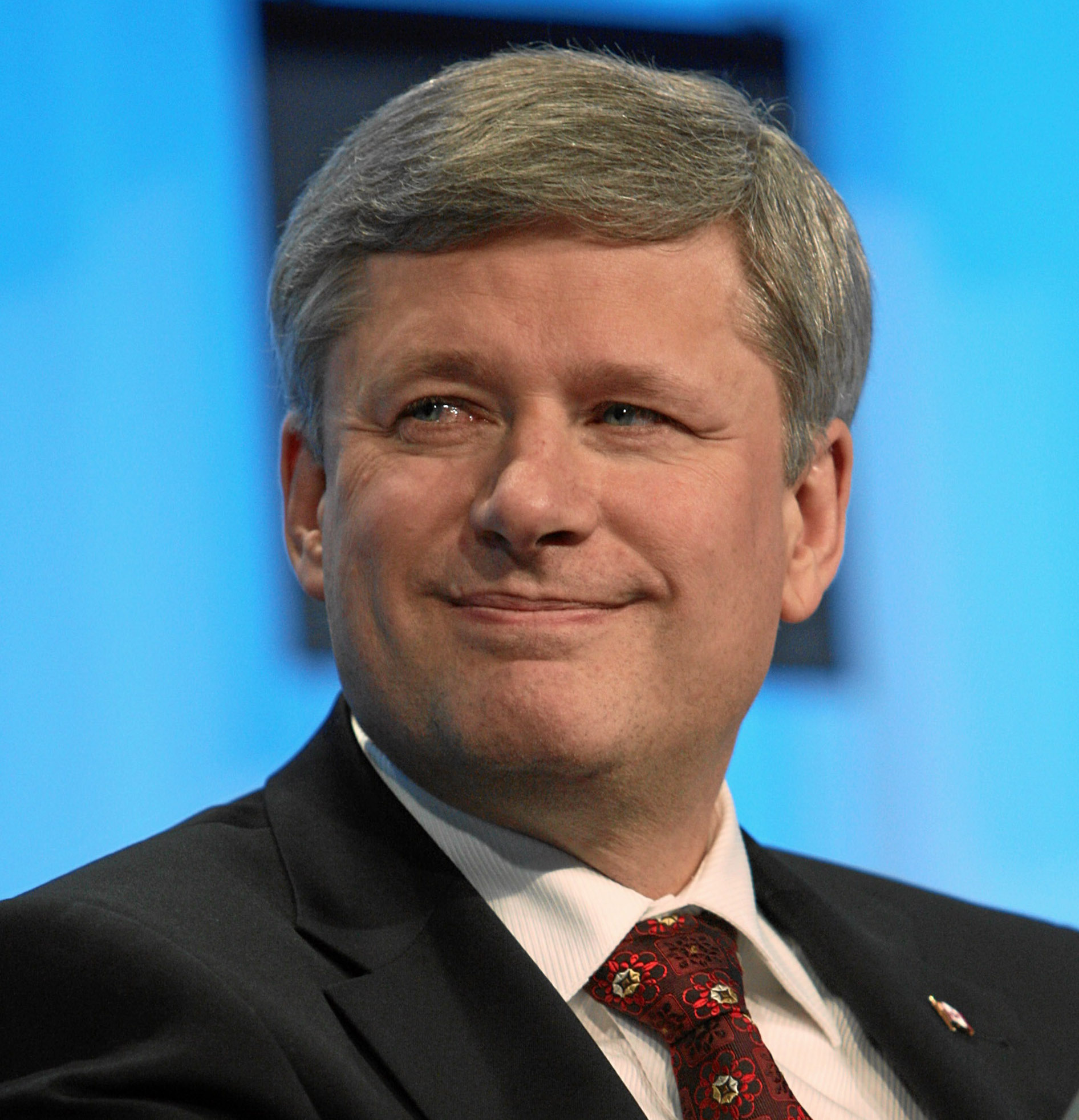
Canadá Stephen Harper
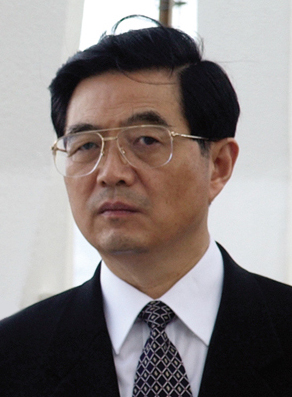
China Hu Jintao
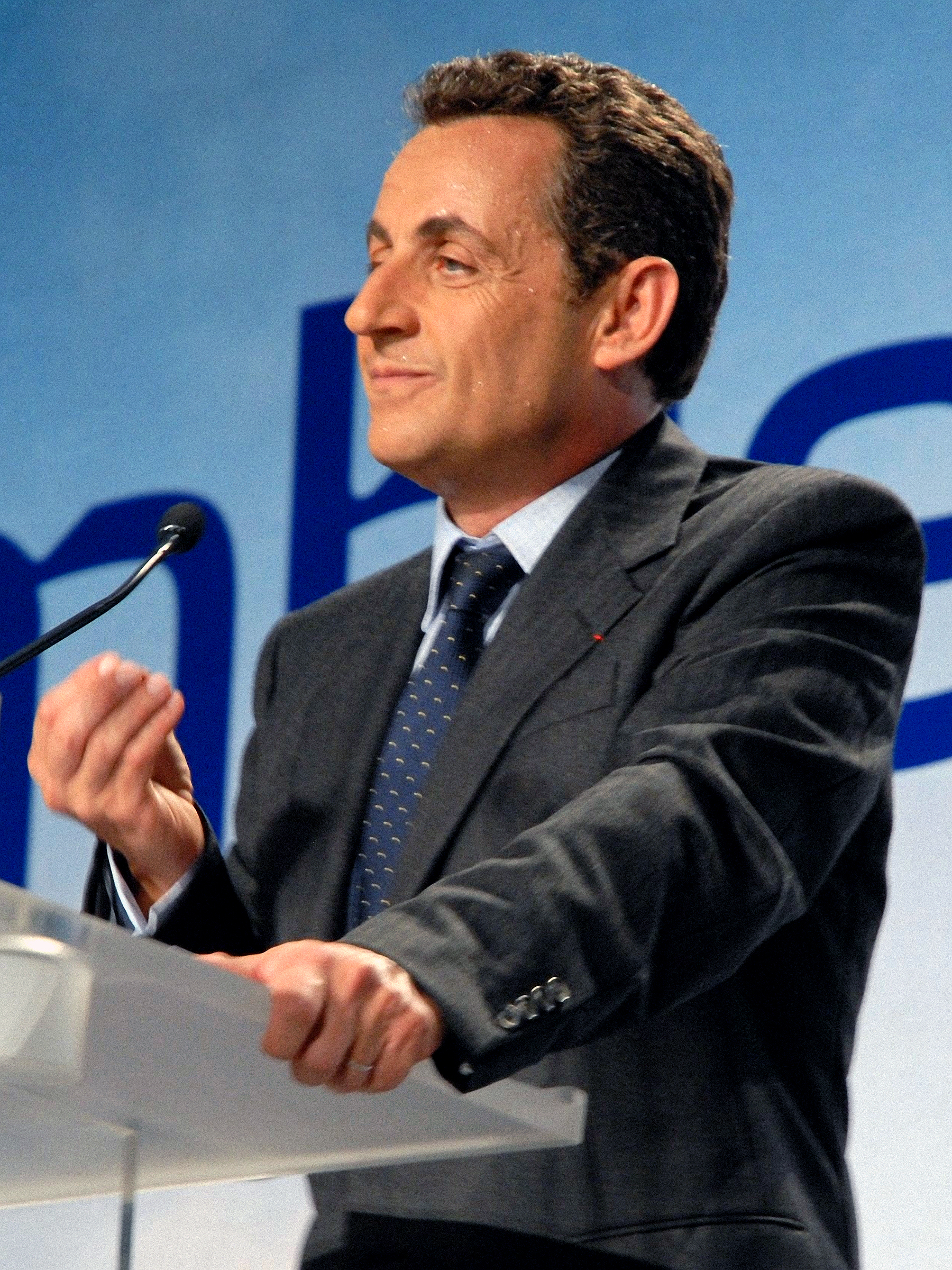
França Nicolas Sarkozy
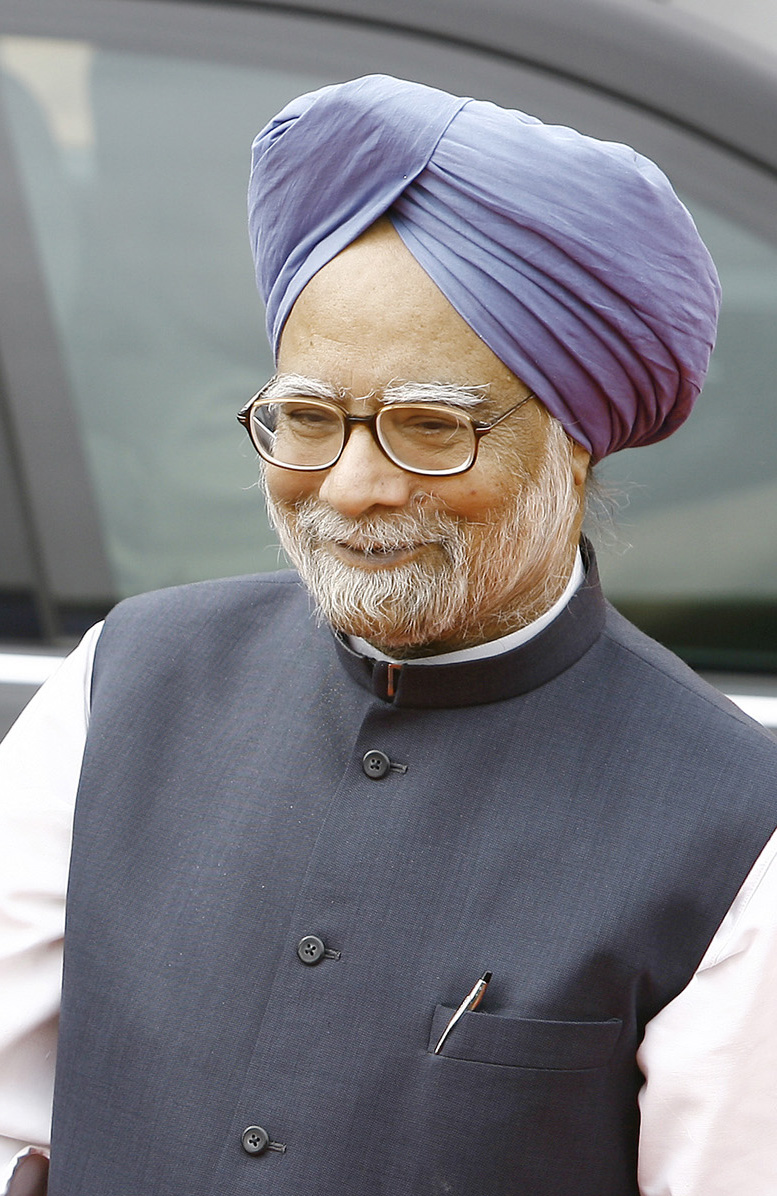
Índia Manmohan Singh
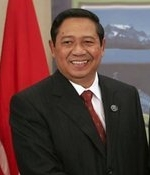
Indonésia Susilo Bambang Yudhoyono
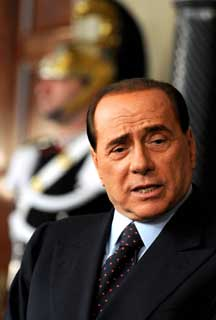
Itália Silvio Berlusconi
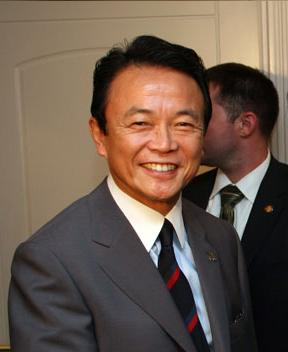
Japão Taro Aso
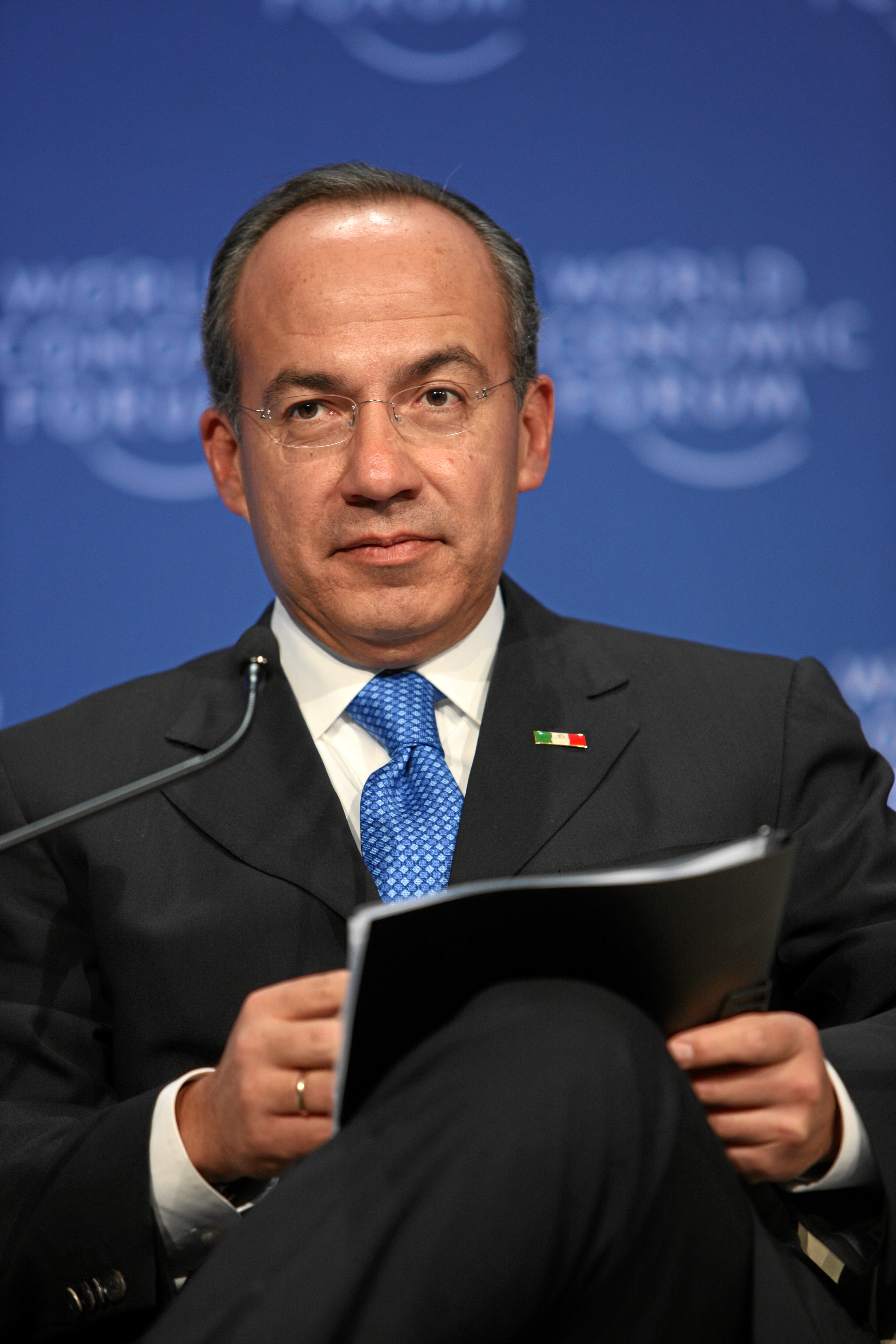
México Felipe Calderón
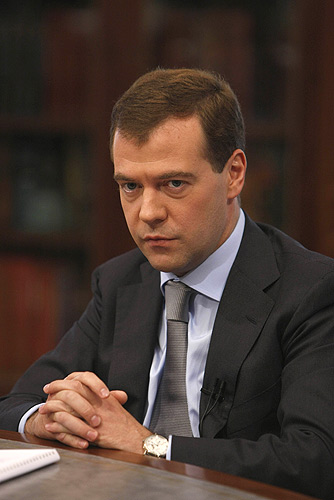
Rússia Dmitry Medvedev
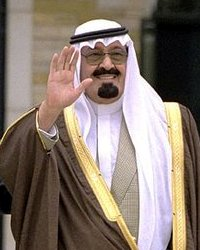
Arábia Saudita Rei Abdallah
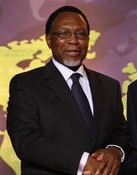
África do Sul Kgalema Motlanthe
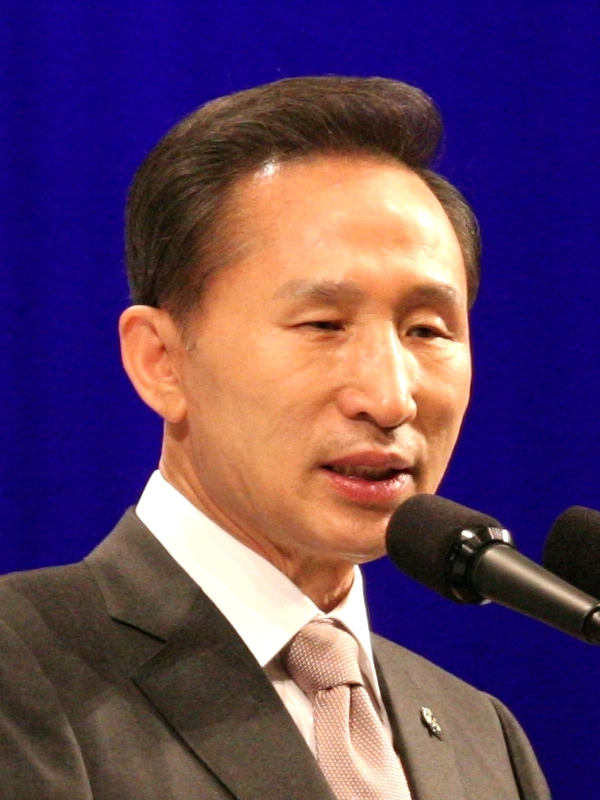
Coreia do Sul Lee Myung-bak
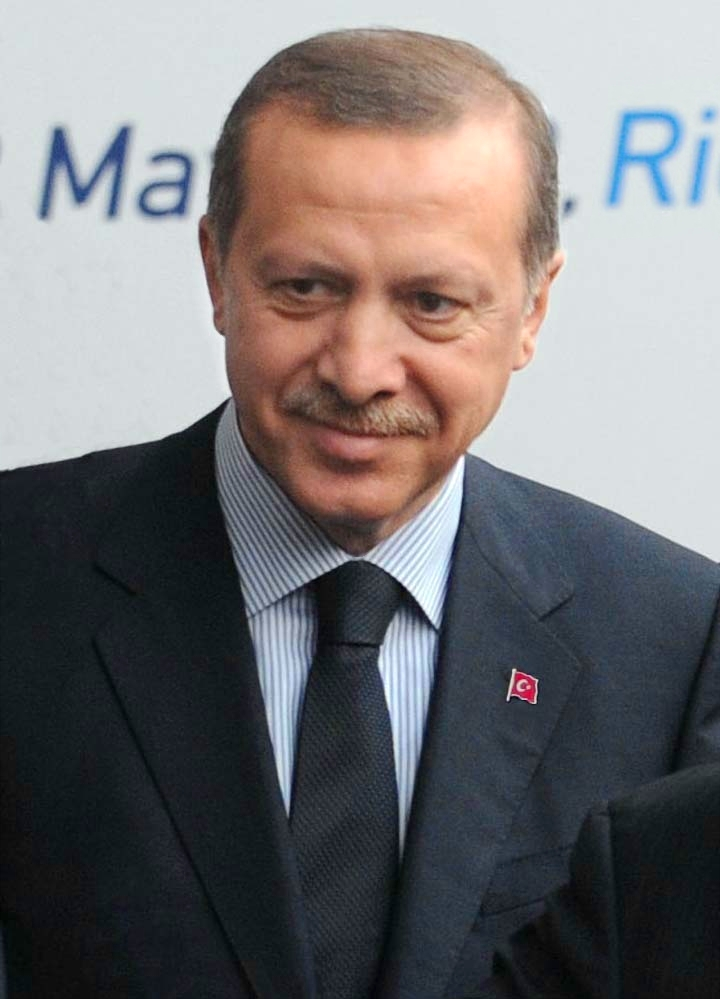
Turquia Recep Tayyip Erdogan
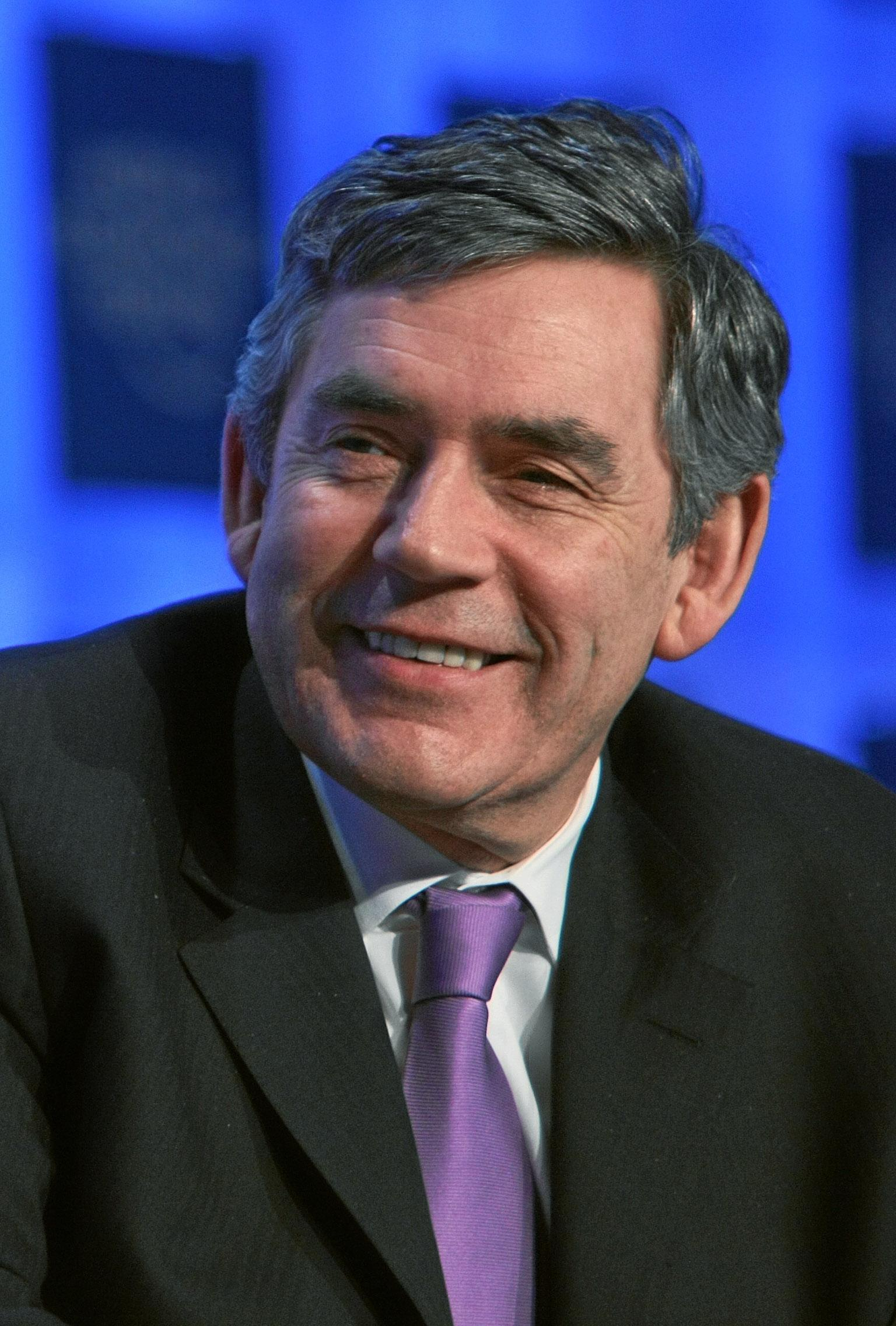
Reino Unido Gordon Brown
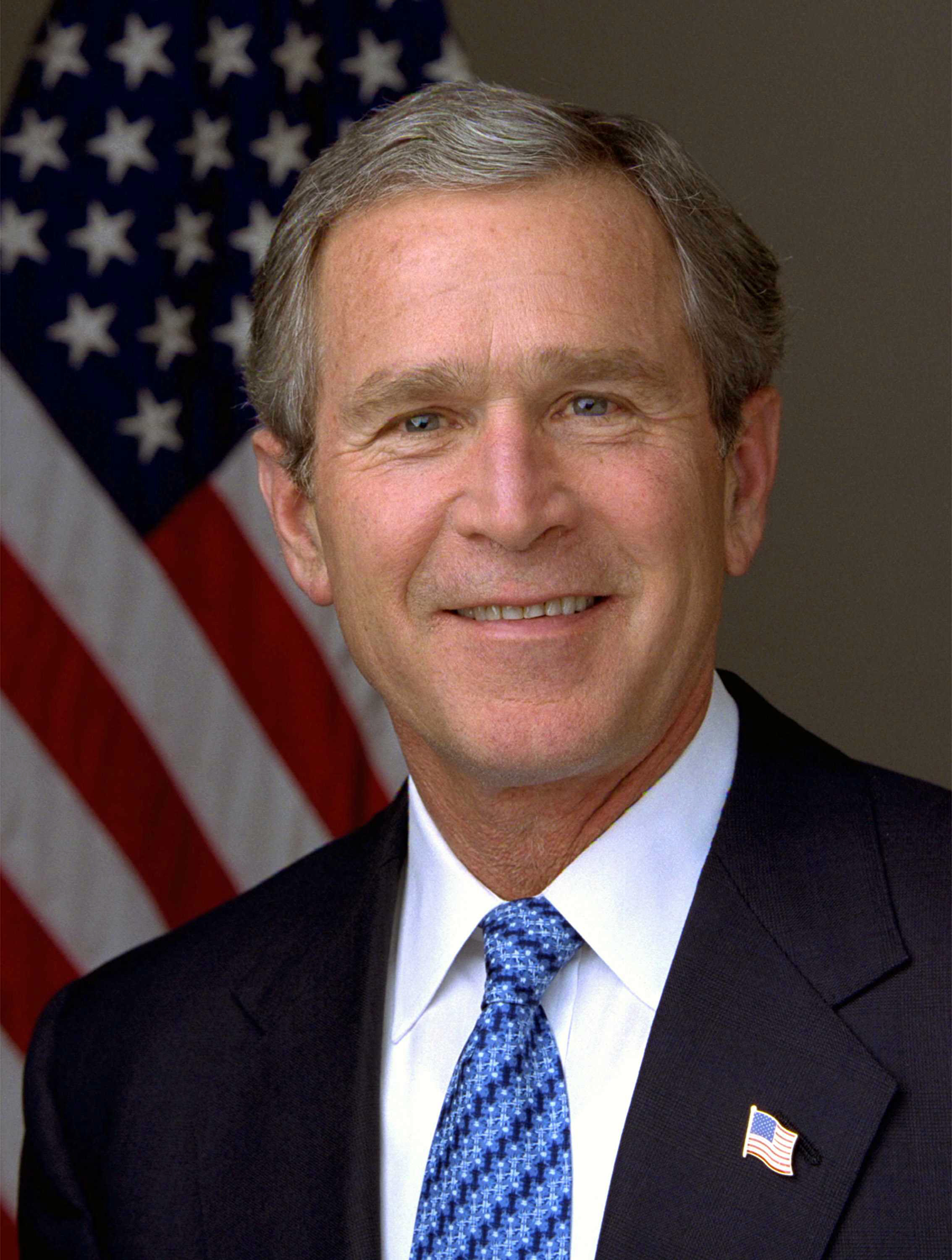
Estados Unidos George W. Bush
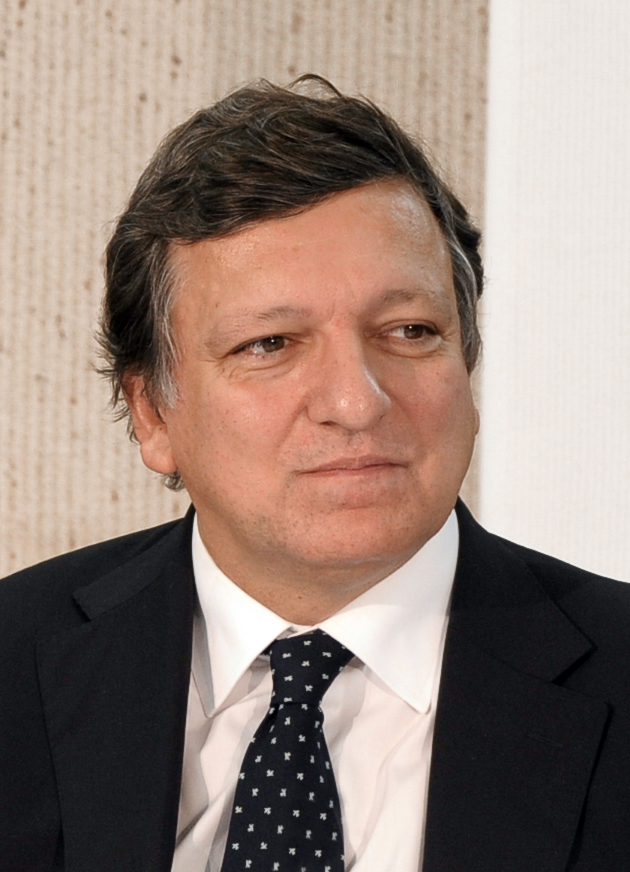
Comissão Europeia José Manuel Barroso

### Convidados

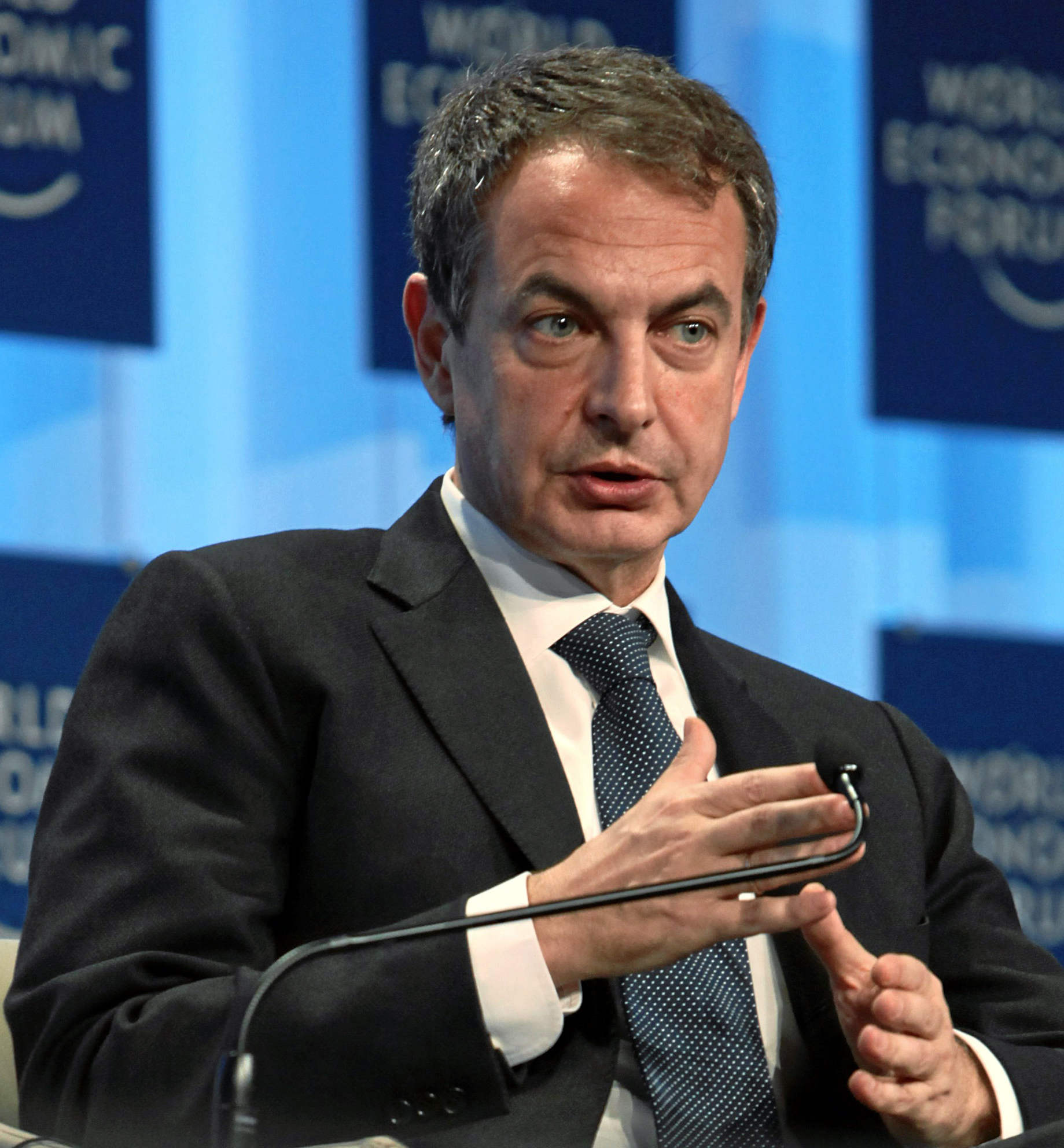
ESP José Luis Rodríguez Zapatero
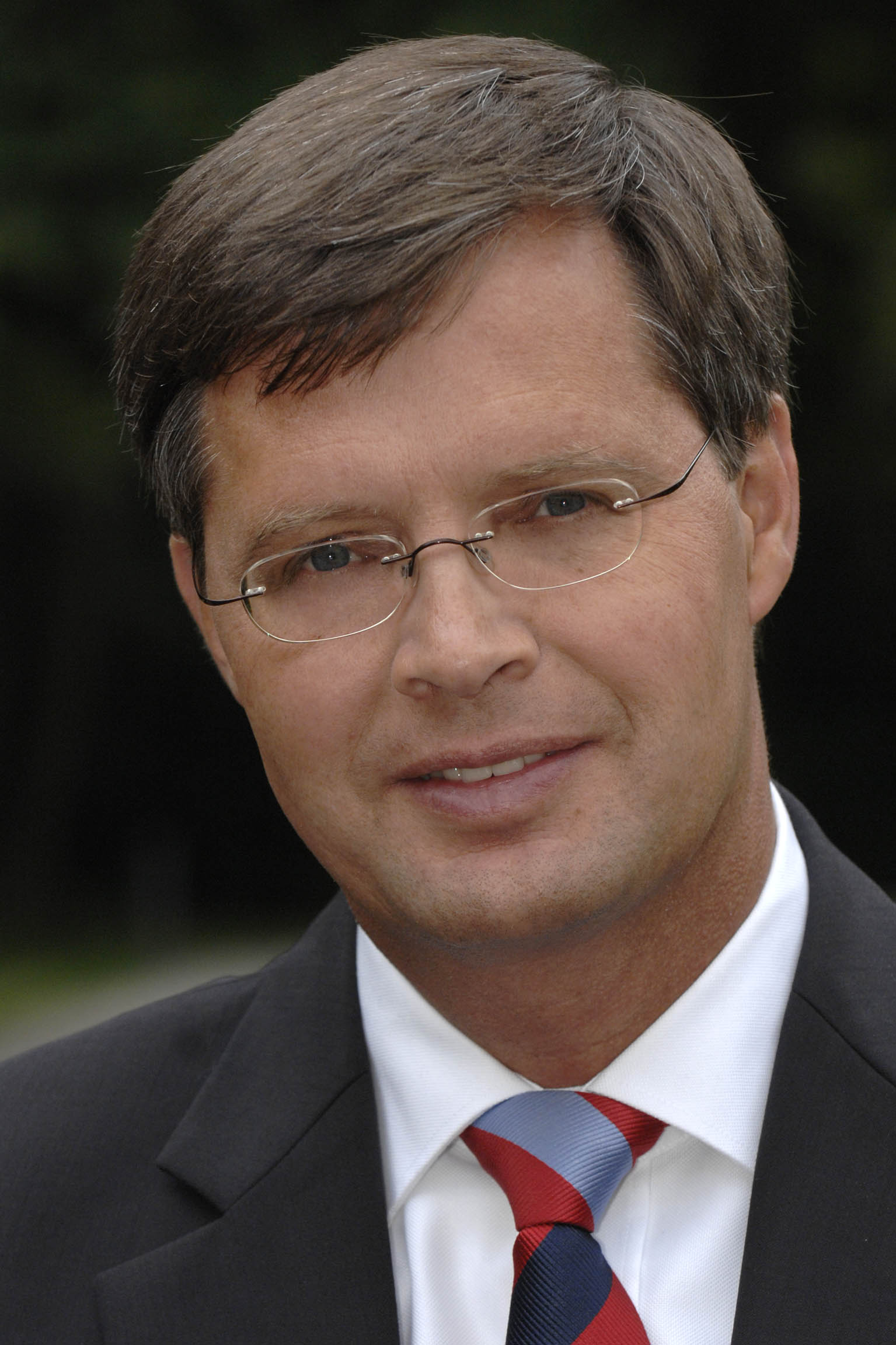
NLD Jan Peter Balkenende

- Espanha
José Luis Rodríguez Zapatero
- Países Baixos
Jan Peter Balkenende